# Limpopo (provincie)
Limpopo je nejsevernější z devíti provincií Jihoafrické republiky. Je pojmenována po řece Limpopo, která provincií protéká. Jejím centrem je Polokwane, nazývané dříve Pietersburg. Sousedí s Botswanou na západě, se Zimbabwe na severu, s Mosambikem na východě a s provinciemi Severozápadní provincie, Gauteng a Mpumalanga na jihu.

## Další údaje
Provincie byla vytvořena v roce 1994 ze severní části provincie Transvaal a původně se jmenovala Severní Transwaal. Následujícího roku byla přejmenována na Severní provincii, kterou zůstala až do roku 2003, kdy došlo k opětovné změně jména, tentokrát podle její nejvýznamnější řeky, která tvoří hranici s Botswanou a se Zimbabwe.
Provincie má nejvyšší míru chudoby ze všech jihoafrických provincií. 78,9 % zdejších obyvatel žije pod národní hranicí chudoby. V roce 2011 bylo 74,4 % zdejších obydlí situováno v kmenových či tradičních oblastech, zatímco celostátní průměr činí 27,1 %. 

## Poloha
Kromě Botswany na severozápadě a Zimbabwe na severu a severovýchodě hraničí na východě s Mosambikem a dále se třemi dalšími provinciemi Jihoafrické republiky, a sice se Severozápadní provincií na jihozápadě, s provincií Gauteng na jihu a s provincií Mpumalanga na jihovýchodě. Limpopo je vnitrozemskou provincií, od pobřeží Indického oceánu ji odděluje mosambická provincie Gaza.